# André Hekking
Gérard Auguste André Hekking (Bordeaux, 20 juli 1866 – Parijs, 14 december 1925) was een Frans cellist van Nederlandse komaf.
Hij is zoon van Gérard Charles Hekking en Elisabeth Berthe Lauvray. Opa Gerard Hekking en oma Johanna Sophia van Hove waren respectievelijk dirigent en zangeres. Zusjes Anna, Marie en Louise betraden als pianistes voor korte tijd het podium. Neef Anton Hekking was cellist. André Hekking overleed in Parijs en was ridder in het Legioen van Eer (Chevalier de la Légion d’Honneur). Dochter Marguerite Catherine/Jeanne Hekking trouwde met vioolbouwer Marcel Vatelot; hij hernoemde zijn atelier in Vatelot-Hekking.
Zijn muziekopleiding kreeg hij van Charles Auguste de Bériot en maakte als op vijftienjarige leeftijd een concertreis door Spanje. In 1909 vestigde hij zich in Parijs, alwaar hij celloleraar werd. Ondertussen bleef hij concerten geven en stond bekend als cellovirtuoos. Vanaf 1918 gaf hij les aan het Conservatoire national supérieur de musique et de danse de Paris alwaar hij in 1919 professeur werd. Hij gaf ook les aan Conservatoire américain de Fontainebleau. Onder zijn leerlingen bevinden zich Juan Ruiz Casau, Charles Houdret en Pierre Fournier.
Gabriel Pierné, Emanuel Moór droegen werken aan hem op. Camille Saint-Saëns overhandigde tijdens een gezamenlijke maaltijd het manuscript van Prière aan Hekking. Hekking moest beloven het werk op zijn prachtige violoncel uit te voeren; Saint-Saëns zei erbij dat het weleens zijn laatste werk kon zijn; de componist overleed vlak daarna in Algiers. Van zijn hand verscheen Exercices quotidiens pour la force et l'agilité des doigts (dagelijkse oefeningen voor kracht en beweeglijkheid van de linkerhand). Hij bespeelde een Domenico Montagnana-cello uit Venetië 1721, die in 1926 voor 276.000 Franse francs werd geveild in Hôtel Drouot.
- Bibliothèque nationale de France: cb14800512g (data)
- Gemeinsame Normdatei: 104010622
- International Standard Name Identifier: 0000 0001 1875 6963
- Base Léonore: LH//1278/41
- MusicBrainz: 3f5cc36c-54b4-442d-b8bb-1615cb31528f
- Nationale Bibliotheek van Tsjechië: mzk2014806118
- Nederlandse Thesaurus van Auteursnamen: 371524180
- Système universitaire de documentation: 227658159
- Virtual International Authority File: 47191510
- WorldCat: E39PBJfGWK8vqmhdmkDvMkkJjC